# Trennbarkeitsformel
Die Trennbarkeitsformel ist eine rechtswissenschaftliche Lehrformel im Revisionsrecht. Sie besagt, dass eine Teilanfechtung eines ergangenen Urteils dann möglich ist, wenn der angefochtene Teil so selbständig ist, dass eine gesonderte Überprüfung in rechtlicher und tatsächlicher Hinsicht möglich ist. Die wirksame Teilanfechtung hat zur Folge, dass der nicht angefochtene Urteilsteil teilrechtskräftig wird.
Ein wichtiges Beispiel ist die auf das Strafmaß beschränkte Berufung bzw. Revision, die sogenannte Strafmaßberufung oder Strafmaßrevision.